# La Palud-sur-Verdon
La Palud-sur-Verdon is een gemeente in het Franse departement Alpes-de-Haute-Provence (regio Provence-Alpes-Côte d'Azur) en telt 297 inwoners (1999). De plaats maakt deel uit van het arrondissement Digne-les-Bains.
Het is een middelpunt van de bergsport van de Gorges du Verdon langs de auto-route Route des Crêtes.

## Geografie
De oppervlakte van La Palud-sur-Verdon bedraagt 81,0 km², de bevolkingsdichtheid is 3,7 inwoners per km².
De onderstaande kaart toont de ligging van La Palud-sur-Verdon met de belangrijkste infrastructuur en aangrenzende gemeenten.

## Demografie
Onderstaande figuur toont het verloop van het inwonertal (bron: INSEE-tellingen).

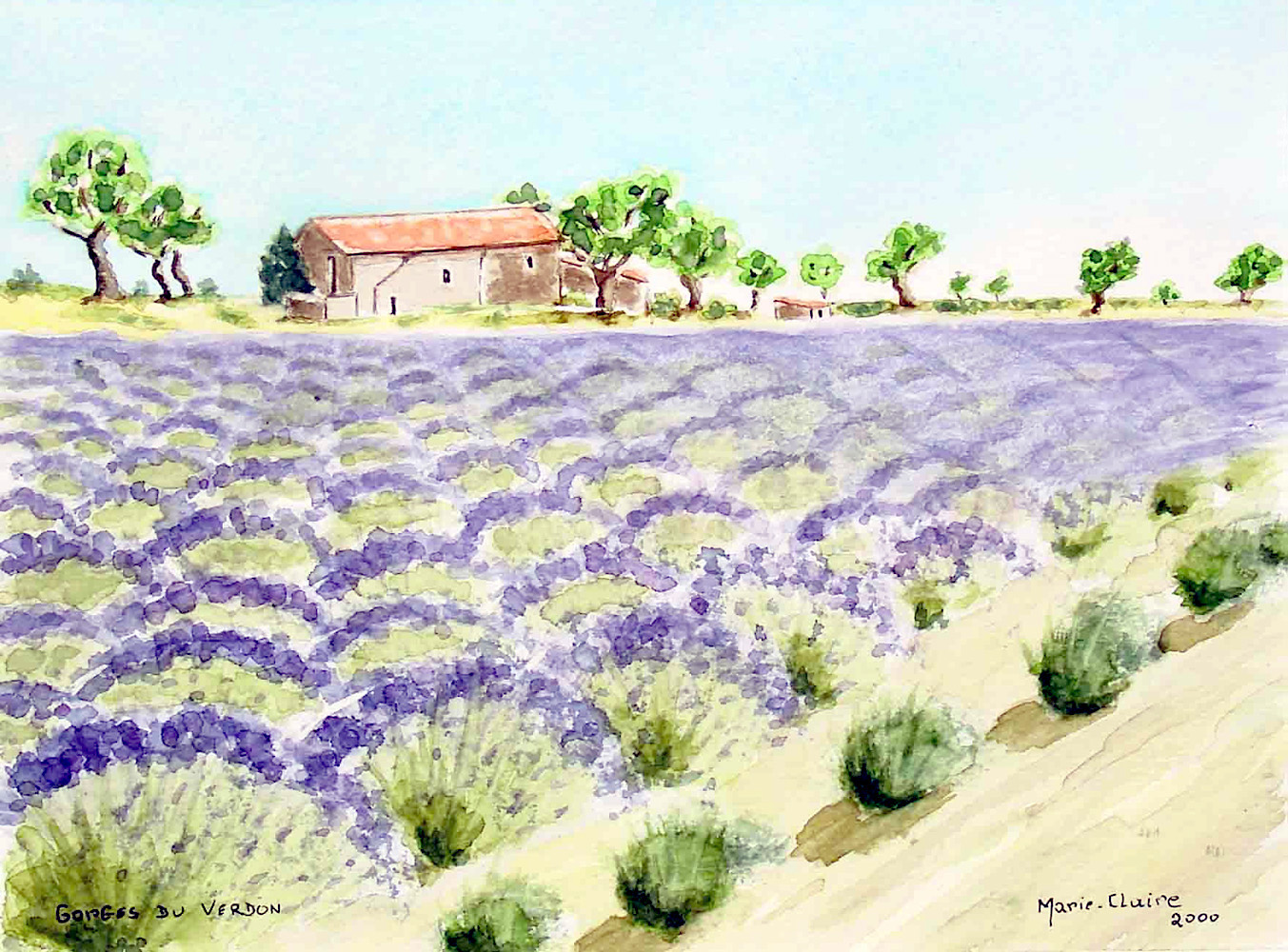
Lavendelveld van het dorp.

Vanwege een beveiligingsprobleem met de MediaWiki Graph-software is het momenteel niet mogelijk deze grafiek weer te geven. Zodra de software is bijgewerkt zal de grafiek vanzelf weer zichtbaar worden.
1. ↑  Populations de référence 2022.